# Ninoxe de Tasmanie
Ninox leucopsis
Pour l’article ayant un titre homophone, voir Ninoxe boubouk.
Espèce
Statut de conservation UICN

 LC  : Préoccupation mineure
Statut CITES
La Ninoxe de Tasmanie (Ninox leucopsis) est une espèce d'oiseaux de la famille des Strigidae.

## Répartition
Cette espèce est endémique de la Tasmanie.

## Systématique
La Ninoxe de Tasmanie était considérée comme une sous-espèce de la Ninoxe boubouk (Ninox novaeseelandiae) mais en 2022, lors de la mise à jour 12.2 de sa classification de référence, l'Union internationale des ornithologues a décidé d'en faire une espèce à part entière.
L'espèce a été initialement classée dans le genre Athene sous le protonyme Athene leucopsis Gould, 1838.